# Ewa agoyin
El ewa agoyin (también ewa aganyin) es una preparación culinaria  a base de alubia de ojo negro que se consume comúnmente en Lagos y otros estados del sur de Nigeria. Se considera comida callejera. Las alubias se cuecen hasta que estén suaves para se hagan puré, o también se trituran. Comúnmente el ewa agoyin se sirve con pan y salsa de tomate que es picante por la adición de pimiento. Además puede incluir aceite de palma, cebolla y cangrejo de río molido. 
Su nombre coloquial local es ewa g, y una frase de argot común es ewa g go block belle («ewa aganyin llenará tu estómago»). Es un alimento muy popular entre los nigerianos, ya que es delicioso y abundante.